# ジャズ解体新書
『ジャズ解体新書』（ジャズかいたいしんしょ）は、ジャズ喫茶の店主と幾人かの人がジャズについて交わした対談集。
ジャズ喫茶『いーぐる』の店主で、本を書き、講演を行うなど、ジャズについての考察やレコードの紹介を公に多数表明している後藤雅洋（1947年 - ）が交わす、ジャズについての対談。対談相手は、村上寛、油井正一、細川周平、ピーター・バラカン、柴崎研二、佐藤允彦、加藤総夫。

## 書籍
- 『ジャズ解体新書』　1992年　JICC出版局　ISBN 479660300X